# La Neuville-Roy
La Neuville-Roy és un municipi francès, situat al departament de l'Oise i a la regió dels Alts de França. L'any 2007 tenia 1.018 habitants.

## Demografia

### Població
El 2007 la població de fet de La Neuville-Roy era de 1.018 persones. Hi havia 367 famílies de les quals 76 eren unipersonals (36 homes vivint sols i 40 dones vivint soles), 109 parelles sense fills, 166 parelles amb fills i 16 famílies monoparentals amb fills.
La població ha evolucionat segons el següent gràfic:
Habitants censats

### Habitatges
El 2007 hi havia 412 habitatges, 378 eren l'habitatge principal de la família, 19 eren segones residències i 15 estaven desocupats. 333 eren cases i 27 eren apartaments. Dels 378 habitatges principals, 293 estaven ocupats pels seus propietaris, 66 estaven llogats i ocupats pels llogaters i 19 estaven cedits a títol gratuït; 6 tenien una cambra, 16 en tenien dues, 75 en tenien tres, 119 en tenien quatre i 162 en tenien cinc o més. 270 habitatges disposaven pel capbaix d'una plaça de pàrquing. A 164 habitatges hi havia un automòbil i a 170 n'hi havia dos o més.

### Piràmide de població
La piràmide de població per edats i sexe el 2009 era:
| Homes | Edats   | Dones |
| ----- | ------- | ----- |
| 0     | 95 o +  | 0     |
| 0     | 90 a 94 | 0     |
| 4     | 85 a 89 | 4     |
| 4     | 80 a 84 | 20    |
| 20    | 75 a 79 | 8     |
| 16    | 70 a 74 | 24    |
| 12    | 65 a 69 | 20    |
| 20    | 60 a 64 | 20    |
| 20    | 55 a 59 | 12    |
| 36    | 50 a 54 | 28    |
| 12    | 45 a 49 | 20    |
| 36    | 40 a 44 | 20    |
| 56    | 35 a 39 | 32    |
| 44    | 30 a 34 | 48    |
| 36    | 25 a 29 | 48    |
| 4     | 20 a 24 | 16    |
| 16    | 15 a 19 | 4     |
| 24    | 10 a 14 | 24    |
| 44    | 5 a 9   | 48    |
| 44    | 0 a 4   | 44    |

## Economia
El 2007 la població en edat de treballar era de 625 persones, 481 eren actives i 144 eren inactives. De les 481 persones actives 443 estaven ocupades (252 homes i 191 dones) i 37 estaven aturades (17 homes i 20 dones). De les 144 persones inactives 32 estaven jubilades, 51 estaven estudiant i 61 estaven classificades com a «altres inactius».

### Ingressos
El 2009 a La Neuville-Roy hi havia 370 unitats fiscals que integraven 969,5 persones, la mediana anual d'ingressos fiscals per persona era de 19.627 €.

### Activitats econòmiques
Dels 38 establiments que hi havia el 2007, 1 era d'una empresa extractiva, 1 d'una empresa alimentària, 4 d'empreses de fabricació d'altres productes industrials, 4 d'empreses de construcció, 4 d'empreses de comerç i reparació d'automòbils, 3 d'empreses de transport, 2 d'empreses d'hostatgeria i restauració, 2 d'empreses immobiliàries, 3 d'empreses de serveis, 10 d'entitats de l'administració pública i 4 d'empreses classificades com a «altres activitats de serveis».
Dels 11 establiments de servei als particulars que hi havia el 2009, 1 era una gendarmeria, 1 oficina de correu, 1 taller de reparació d'automòbils i de material agrícola, 1 autoescola, 2 paletes, 1 fusteria, 1 electricista, 2 perruqueries i 1 agència immobiliària.
Dels 2 establiments comercials que hi havia el 2009, 1 era una botiga de més de 120 m² i 1 una botiga de menys de 120 m².
L'any 2000 a La Neuville-Roy hi havia 7 explotacions agrícoles.

## Equipaments sanitaris i escolars
L'únic equipament sanitari que hi havia el 2009 era una farmàcia.
El 2009 hi havia una escola elemental integrada dins d'un grup escolar amb les comunes properes formant una escola dispersa.

## Poblacions més properes
El següent diagrama mostra les poblacions més properes.